# Кейн (рестлер)
Глен То́мас Дже́йкобс (англ. Glenn Thomas Jacobs, род. 26 апреля 1967, Торрехон-де-Ардос, Мадрид) — американский политик, рестлер и актёр.
С 2018 года он является мэром-республиканцем округа Нокс, Теннесси. Он известен по работе в WWE под именем Кейн (англ. Kane).
Он начал свою карьеру на независимой сцене в 1992 году, выступая в таких промоушенах, как Smoky Mountain Wrestling (SMW) и United States Wrestling Association (USWA), а затем присоединился к World Wrestling Federation (WWF, ныне WWE) в 1995 году. Джейкобс играл различных персонажей до 1997 года, когда он получил образ Кейна, тематическое олицетворение огня и джаггернаута, младшего сводного брата Гробовщика и сына Пола Берера. Этот образ был основан на поджогах, совершенных Гробовщиком в юности. Джейкобс враждовал и работал в команде с Гробовщиком под названием «Братья разрушения».
После своего дебюта в WWF Кейн оставался ключевым элементом эры Attitude конца 1990-х и начала 2000-х годов. Он продолжал возглавлять PPV-шоу вплоть до Crown Jewel в 2018 года, и принял участие в большем количестве таких шоу, чем любой другой исполнитель в истории WWE до 2021 года, когда его превзошёл Рэнди Ортон.
В WWE Кейн является трехкратным чемпионом мира (по одному разу владел титул чемпиона WWF, ECW и титул чемпиона мира в тяжёлом весе) и 12-кратным командным чемпионом мира. Он также является двукратным интерконтинентальным чемпионом и победителем матча Money in the Bank, а также третьим человеком, выигравшим Большой шлем WWE. Последним титулом, который завоевал Кейн, был титул чемпиона 24/7 16 сентября 2019 года, единственный титул, завоеванный под его настоящим именем. Ветеран рестлинга Рик Флэр назвал Кейна «лучшим в мире», а Биг Шоу назвал его «лучшим большим человеком всех времен». Кейну принадлежит рекорд по самому частому появлению в матче «Королевская битва» — 20 раз. Он включен в Зал славы WWE в 2021 году.
За пределами рестлинга Джейкобс неоднократно появлялся в кино и на телевидении, включая главную роль в фильме «Не вижу зла» (2006) и его сиквеле 2014 года. Он также является давним сторонником либертарианских политических идей. В марте 2017 года Джейкобс объявил, что баллотируется на пост мэра округа Нокс, Теннесси, как республиканец. Он выиграл республиканские первичные выборы 1 мая 2018 года и всеобщие выборы 2 августа 2018 года.

## Ранняя жизнь
Джейкобс родился в испанском городе Торрехон-де-Ардос в семье военнослужащих ВВС США, которые на момент его рождения были расквартированы в Испании. Он вырос недалеко от Сент-Луиса, Миссури, и посещал среднюю школу в Боулинг-Грине, Миссури, где успешно играл в американский футбол и баскетбол. Он получил степень по английской литературе в Северо-восточном университете штата Миссури.

## Карьера в рестлинге

### World Wrestling Federation / World Wrestling Entertainment / WWE

#### Ранние годы (1995—1997)
Джейкобс появился в World Wrestling Federation (WWF) под именем Майк Унабомб на записи Raw 20 февраля 1995 года, победив Рино Риггинса в темном матче. Он периодически выступал под именем Унабомб до августа.
Джейкобс впервые появился на телевидении в качестве Айзека Янкема, стоматолога-хирурга, личного дантиста Джерри Лоулера, в виньетке на эпизоде Raw от 26 июня 1995 года. Делая акцент на внушительном росте и весе Джейкобса, Янкем был представлен как чудовищная фигура, которую Лоулер нанял для того, чтобы избавить WWF от своего давнего врага Брета Харта. Дебют персонажа на ринге состоялся 15 августа на шоу Superstars, где Джейкобс проиграл Харту по отсчёту. На шоу SummerSlam в том же месяце Янкем был дисквалифицирован, когда он подвесил Харта, закрутив его верхним и средним канатом за шею. Он проиграл Харту в матче в стальной клетке в главном событии эпизода Raw от 16 октября и, наконец, в матче команд против Харта и Хакуши, в котором он был в паре с Лоулером 6 ноября. Оставшаяся часть телевизионной карьеры Янкема до апреля включала поражения Гробовщику, Джейку Робертсу, Марку Меро и Последнему воину. Джейкобс был использован на серии живых мероприятий в Кувейте в мае, а также в сентябрьском турне по ЮАР, после чего образ Янкема был закрыт.
В сентябре 1996 года комментатор Джим Росс представил Джейкобса как Дизеля, а Рика Боньяра как Рейзора Рамона, как часть сильно раскритикованной сюжетной линии, высмеивающей уход бывших сотрудников Кевина Нэша и Скотта Холла соответственно, пытаясь представить Росса как недовольного сотрудника. Пара выступала в основном как команда. В качестве Дизеля он проиграл Гробовщику по дисквалификации в главном событии выпуска Superstars от 22 декабря и победил Марка Меро на Shotgun Saturday Night 11 января 1997 года. Последний раз фальшивые Дизель и Рамон появились на телевидении на Royal Rumble 1997 года. Джейкобс продолжал выступать в качестве Дизеля до апреля. В середине 1997 года Джейкобс ненадолго вернулся в United States Wrestling Association под именем Судный день и выиграл титул чемпиона USWA в тяжелом весе.

#### Появление Кейна, чемпион WWF (1997—1998)
В апреле 1997 года WWF «медленно и скрупулёзно» начала подготовку к дебюту нового персонажа Джейкобса — Кейна: джаггернаута на тему ужасов и адского олицетворения всего огненного. Тематика и личность персонажа уходит корнями в злобные акты поджога его старшего сводного брата, Гробовщика, которые произошли во времена их юности. Завершая свой образ, Кейн получил персональный для него матч, получившим название «матч Инферно».
На шоу In Your House 14: Revenge of the 'Taker Гробовщик запустил огненный шар в лицо своего бывшего менеджера Пола Берера, который до этого события заставил своего протеже Мэнкайнда сделать то же самое с Гробовщиком. В эпизоде Raw от 12 мая Мэнкайнд вновь представил Берера, который попытался воссоединиться с Гробовщиком после долгого периода взаимной вражды, используя ультиматум раскрыть «самый глубокий, самый тёмный секрет» Гробовщика. Когда Гробовщик отказался вновь объединиться с Берером, Берар начал мучить его, говоря, что его давно потерянный брат Кейн (позже выяснилось, что он внебрачный сын Берера и сводный брат Гробовщика) придет в WWF, чтобы бросить ему вызов. В последующие месяцы Берер намекнул, что Гробовщик убил его семью, устроив пожар в похоронном бюро, за исключением Кейна, который после этого события остался с физическими и психическими травмами. Гробовщик утверждал, что Кейн, «пироманьяк», был тем, кто устроил пожар и не мог выжить (однако в октябре 1998 года Гробовщик признался, что специально поджег дом, чтобы убить Кейна).
Джейкобс дебютировал в роли Кейна на шоу Badd Blood: In Your House 5 октября 1997 года, использовав фирменный прием Гробовщика «Могильная плита», который стоил ему победы в первом матче «Ад в клетке» против Шона Майклза. В соответствии с представлением о том, что Кейн получил ожоги и шрамы от пожара, а также для того, чтобы скрыть личность Джейкобса, герой носил маску, длинные волосы и красно-чёрное одеяние ринга, которое почти полностью закрывало его тело. Кейн и Гробовщик враждовали друг с другом в течение следующего года, и в это время была рассказана их история отношений друг с другом. Джейкобс выиграл свой первый матч в роли Кейна против Мэнкайнд на Survivor Series. Гробовщик сначала отказался встретиться с ним, заявив, что он обещал своим родителям никогда не причинять вреда собственной «плоти и крови». После, как считалось, недолгого сотрудничества, Кейн предал Гробовщика, лишив его титула чемпиона WWF. Кейн вмешался в матч Гробовщика против Шона Майклза на Royal Rumble. После матча Кейн запер Гробовщика в гробу и поджег его. После нескольких месяцев отсутствия Гробовщик воскрес на одном из выпусков Raw, где он был показан из гроба, в который ударила молния, и в этот момент яростно бросил вызов Кейну.
29 марта на WrestleMania XIV Гробовщик победил Кейна. После матча Кейн и Пол Берер напали на Гробвщикаа, ударив его стальным стулом, а затем проведя ему «Могильную плиту». Они продолжали враждовать до Unforgiven: In Your House 26 апреля, когда Гробовщик победил Кейна в первом в истории матче Инферно. В этом матче Берер пытался помочь Кейну, напав на Гробовщика, но когда Кейн отступал за кулисы, Вейдер заставил Кейна вернуться на ринг, и Гробовщик атаковал их обоих, перепрыгнув через канаты ринга, окруженные огнем, а затем поджег правую руку Кейна. На шоу Over the Edge: In Your House Кейн победил Вейдера в матче «Маска против маски».
В эпизоде Raw Is War от 1 июня Кейн победил Гробовщика и стал претендентом номер один на звание чемпиона WWF. На King of the Ring Кейн победил Стива Остина в матче до первой крови после вмешательства Мэнкайнда и Гробовщика и завоевал титул чемпиона WWF. На следующий вечер Кейн проиграл титул Остину на Raw Is War.

#### Mr. Money in the Bank и чемпион мира в тяжёлом весе (2010)

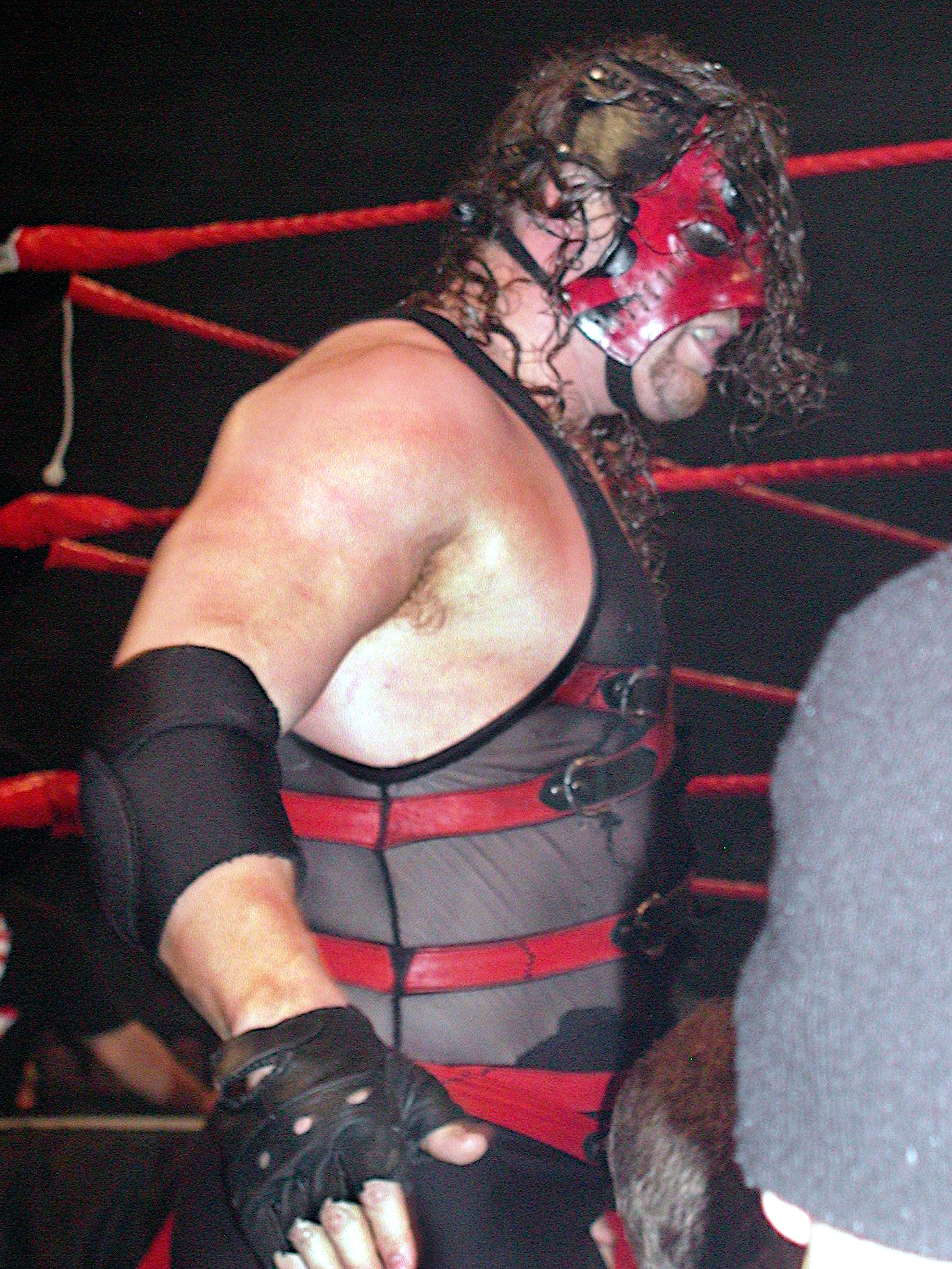
RAW, 2003 год

В 2008 году команда Братья Разрушители распадается. 18 июля 2010 года на PPV Money in the Bank Кейн выигрывает чемоданчик, и через 50 минут выходит на бой с Реем Мистерио. В тот день Кейн ставит рекорд как человек, который меньше всех держал этот кейс, выигрывает бой и завоевывает второе чемпионство, и защитил этот же титул от Рэя на следующем PPV — «Летнем Броске». Позже, на этом же шоу, на Кейна напал Гробовщик, но Красный монстр сумел отбиться. Их фьюд вылился в матчи на PPV Night of Champions,Hell in a Cell, и Bragging Rights, но все три раза Кейн отстоял своё чемпионство, похоронив Гробовщика в матче по правилам Buried Alive. В том матче ему помогли члены Нексуса, напавшие на Гробовщика. Потом Кейн нашёл нового оппонента за титул чемпиона мира — Эджа. Их поединок на Серии Выживаний завершился вничью (Коупленд в момент удержания сам лежал на лопатках). Но на TLC 2010 в Fatat-4-Way матче со столами, лестницами и стульями (Эдж, Кейн, Альберто Дель Рио и Рэй Мистерио) он проиграл титул Запрещенной Суперзвезде — Эджу. Проиграл матч-реванш на SmackDown по правилам Last Man Standing.

#### Командный чемпион WWE (2011)
В 2011 году выступал в команде с Биг Шоу, с которым они выиграли пояса командных чемпионов у The Corre, а позже проиграли их Нексусу. После этого Кейн и Биг Шоу начали враждовать с Марком Генри, который выбил их из строя.

#### Различные фьюды; Team Hell No (2012—2013)
Вернулся в этом же году на Slammy Awards, в старом образе «Большого Красного Монстра» в старом гиммике и новой маске, вмешавшись в бой Джона Сины и Марка Генри. В начале Кейн собирался отомстить Генри за травму, но тот довольно быстро сбежал с арены. Как раз в этот момент, Сина, которому Марк провел «Самый Сильный в Мире Слэм» встал на ноги. Заметив это, Кейн провёл чокслем Сине, и снял Хоккейную маску, продемонстрировав, что он носит ещё одну под ней — красную. 19 декабря Кейн появился на Raw и атаковал Сину. Причиной являлось несогласие Кейна со слоганом Джона — «Rise Above Hate» (англ. «Возвысьтесь над Ненавистью»), так как он считал, что нельзя не ненавидеть. В течение последующих нескольких недель, Кейн атаковал не только Сину, но и его друга Зака Райдера, в попытках разозлить Джона. Жестокие нападения Кейна привели к травме Райдера, который проигрывает из-за этого свой титул чемпиона США Джеку Сваггеру.На PPV Royal Rumble матч Кейна и Сины закончился вничью (двойной отсчёт). На PPV Elimination Chamber между Кейном и Джоном Синой состоялся Ambulance match, правила которого гласили: никаких отсчётов, никаких дисквалификаций, в бой могут быть включены стулья, столы, всё что угодно, но финальный гонг и объявление победителя состоится только после того, как один из бойцов сможет бросить соперника в машину скорой помощи и закрыть дверь. В итоге Кейн проигрывает Джону Сине.

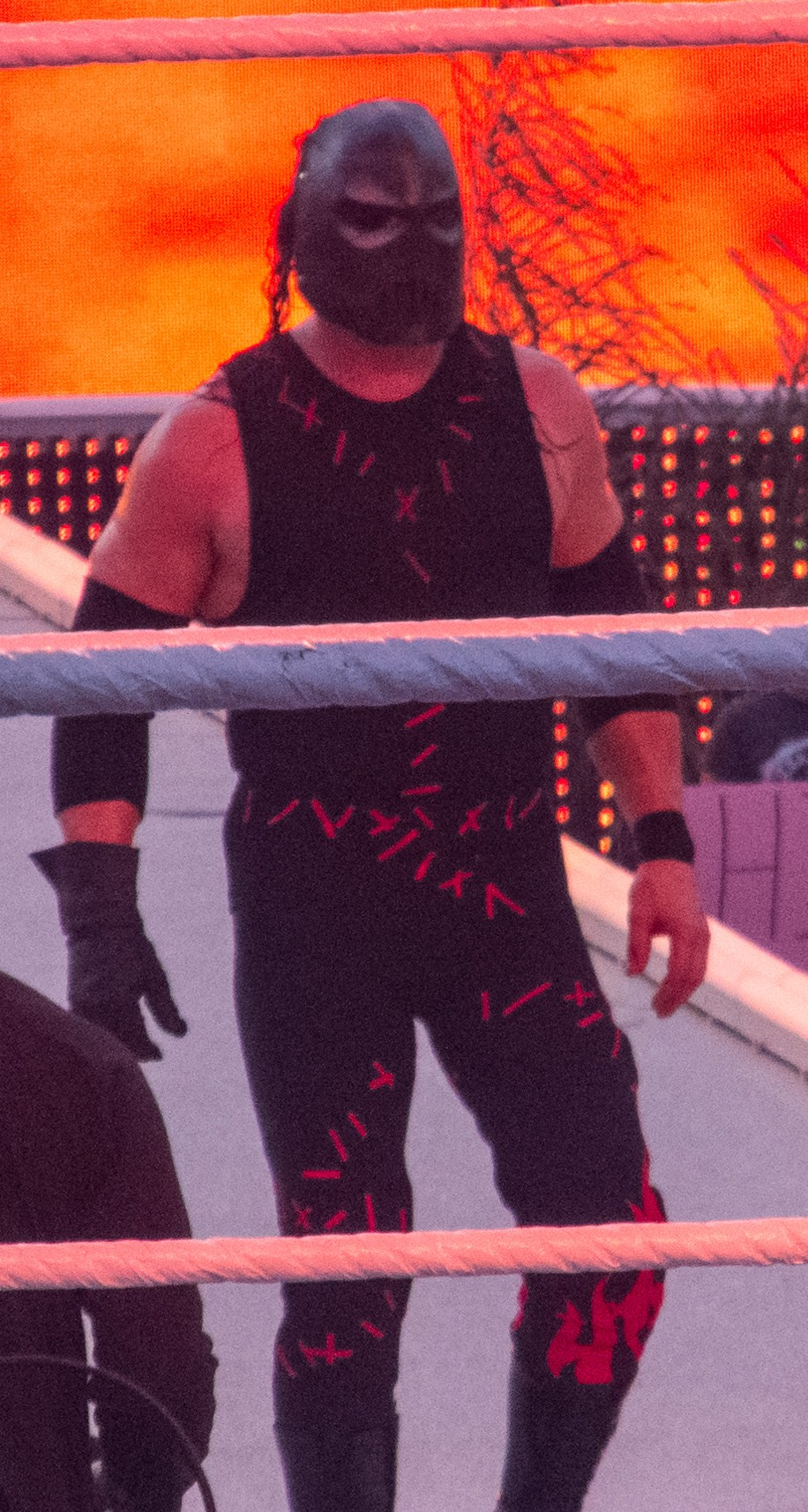
Кейн на WrestleMania XXVIII.

На последующей записи SmackDown!, Кейн нападает на Рэнди Ортона, проведя ему свой коронный Chokeslam, после чего произносит «Добро пожаловать домой, Рэнди», склонившись над лежащим Ортоном. Таким образом Кейн подчеркнул, что жаждет мести за свой проигрыш Сверххищнику в одном из поединков, когда на нём ещё не было маски. На WrestleMania 28 победа остается за Большим Красным Монстром после проведения Chokeslam From Hell (чокслем со второго каната) Ортону в конце боя. На Friday Night SmackDown от 06.04.2012 состоялся матч-реванш, где победу одержал Рэнди Ортон. Однако на этом фьюд не закончился и уже через неделю на Raw Кейн нападает на отца Рэнди — Боба Ортона. Это продолжило вражду, итог которой привел к бою на Extreme Rules, где Кейн окончательно проигрывает Верховному Хищнику, тем самым ставя точку во фьюде.
Благодаря Джону Лоуринайтису Кейн получает право сражаться за пояс чемпиона федерации в трехстороннем бою вместе с Дэниелом Брайаном и СМ Панком, который является действующим чемпионом. За неделю до этого, на трехчасовом Raw, прошедшем 12.06.2012, Кейн, в команде с Дэниелом Брайаном, участвует в бою против СМ Панка и Эй Джей. По своей сути матч был 2 на 1, так как СМ Панк запретил Эй Джей вмешиваться, однако в момент, когда чемпион WWE выпал за ринг, Эй Джей было случайно передано право выйти на ринг. По непонятным причинам, Кейн не стал атаковать девушку, которая, не придумав ничего другого, предприняла попытку целоваться с Большим Красным Монстром. После поцелуя озадаченный Кейн отказался продолжать бой. За это время СМ Панк успевает вернуться на ринг и, проведя несколько ударов Дэниелу Брайану, делает удержание, тем самым вырывая себе, а также партнёрше победу. На следующей записи Smackdown! вышел к рингу, чтобы унести на руках Эй Джей, получившую легкую травму от Вики Герреро, но был атакован СМ Панком. До сих пор так и не ясно, какие цели преследует Кейн по отношению к Эй Джей.17.06.2012 состоялось шоу No Way Out, где Кейн участвовал в матче в качестве претендента на пояс чемпиона WWE. Под конец боя к рингу неожиданно выбежала Эй Джей и попыталась залезть на ринг через боковые канаты. В этот момент СМ Панк оттолкнул Кейна в её сторону, из-за чего дива упала на пол. Это несколько отвлекло Кейна, чем не преминул воспользоваться действующий чемпион, проведя Большому Красному Монстру Go To Sleep и совершив удержание до трех. После проигрыша Кейн спустился к Эй Джей, взял на руки и унес за кулисы. Находясь уже возле Титантрона, «Crazy Chick» (англ. сумасшедшая чикса) улыбнулась СМ Панку, который в это время праздновал победу и не видел, что произошло. На следующий день на Raw Кейн участвовал в бою в команде с Дэниелом Брайаном против Шеймуса и СМ Панка. Матч был прерван выходом Эй Джей в маске, аналогичной Кейну, который вновь прекратил бой, засмотревшись на диву. Этим воспользовались соперники, проведя удержание Брайану, чем обеспечили себе победу. 15 июля на празднике Money in the Bank участвовал в битве «Деньги в Банке» за право боя против Чемпиона WWE за этот титул вместе с Биг Шоу, Крисом Джерико, Мизом и Джоном Синой. Победил Сина. На 1000 выпуске RAW Кейн был атакован несколькими рестлерами. Однако к нему на помощь пришёл сюжетный брат — Гробовщик. Вместе они разбрасывают оппонентов, после чего исполняют свои фирменные таунты, намекая на возвращение группировки «Братья Разрушители».

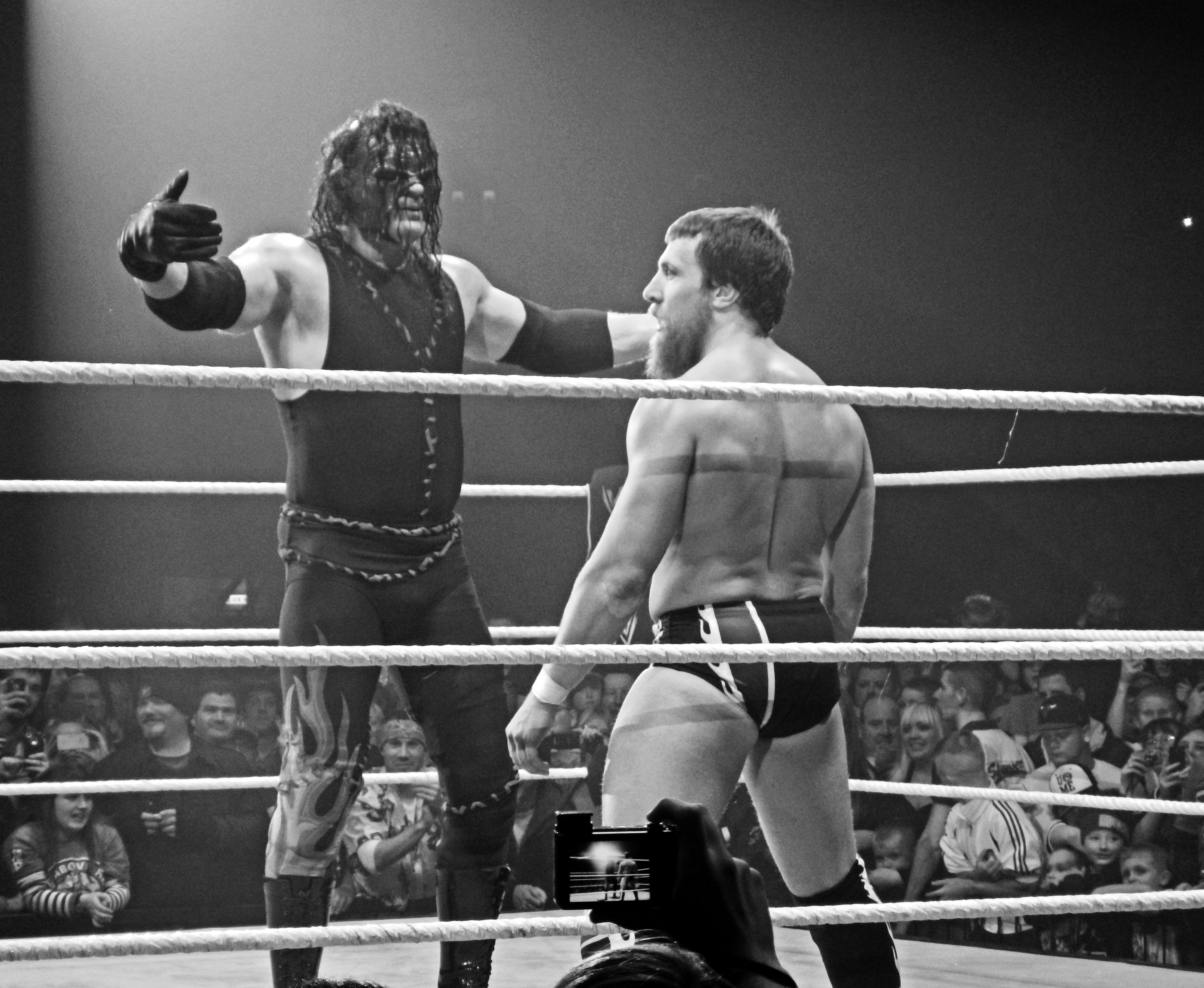
Кейн и Дэниел Брайан.

Вскоре он объединился с Дэниэлом Брайаном, чтобы завоевать титул командного чемпиона WWE. Во время всех командных матчей Большой красный монстр демонстрирует своё неуважение к напарнику, в связи с тем, что Брайан постоянно отбирал право на бой у Кейна. А после одного из боев даже проводит ему Чокслэм. Ныне их команда носит название Hell no, которое было выбрано голосованием в Twitter`е. Но тем не менее они становятся командными чемпионами WWE, победив R-Truth и Кофи Кингстона. На королевской Битве выходит под номером 24.На PPV Elimination Chamber участвовал в матче в клетке уничтожения за права быть претендентом #1 за титул Чемпиона мира в тяжёлом весе на РестлМании. Был уничтожен Марком Хенри после WSS. На WM 29 в команде с Дэниэлом Брайаном побеждает в бою против Дольфа Зигглера и Биг И Лэнгстона и сохраняет тем самым пояс чемпиона в командных боях (Tag Team Championship). На RAW от 8.04.2013 Гробовщик выступает с речью о победе на вчерашней WM 29. Выступление прерывается появлением группировки «Щит». Они окружают ринг и уже готовятся перебраться через канаты, чтобы атаковать Гробовщика. Внезапно зажигаются факелы, на ринг выбегают Кейн и Дэниэл Брайан. «Щиты» вынуждены отступить. Комментатор в прямом эфире объявляет, что на ринге «Братья разрушения и Дэниэл Брайан». В дальнейшем конфронтация со «Щитом» выливается в матч 3 на 3: Гробовщик, Кейн и Дэниэл Брайан против «Щита» на RAW 22.04.2013 в Лондоне. В этом бою побеждает «Щит». На PPV Extreme Rules 2013 проигрывает вместе с Дэниэлом Брайаном командные пояса группировке «Щит». На следующий день на Monday Night Raw дрался с Дениэлом Брайаном в матче реванше, но Team Hell No проиграла. На одном из выпусков Smackdown Брайан помог Кейну одержать победу над Сетом Ролинсом, а когда начался следующий бой Дениэл проиграл по Дисквалификации благодаря Кейну. На следующем Смэкдауне участвовал в шоу Miz TV, на котором Теди Лонг объявил командный матч Ренди и Брайан против Сет Роллинса и Романа Рейнса. На Raw на Кейна напала группировка «Щит», а на помощь ему выбежал Ренди Ортон. На Payback его ждёт матч против Дина Эмброуса за титул Соединённых Штатов. На PPV Payback Кейн проиграл Дину Эмброусу в поединке за титул Чемпиона США.
8 июля на RAW Семья Уайаттов напала на Кейна, после матча последнего с Кристианом. Из-за травмы полученной от Уайаттов, Кейн не смог принять участие в Money in the Bank All-stars матче. На RAW от 29 июля Семья Уайаттов снова напала на Кейна, после того, как Красный Монстр проиграл Дэниелу Брайану. Через неделю на RAW после того, как Уайатты победили Тоны Фанка, на экране Кейн сказал, что на SummerSlam он будет драться с Брэйем Уайаттом в матче «Ринг в огне». На PPV SummerSlam во время боя Семья Уайаттов смогла потушить огонь и помочь своему наставнику Брею Уайатту. В итоге Кейн проигрывает. После боя Семья Уайатта взяла Кейна в плен. На Hell in a Cell вернулся, в момент когда Уайатты избивали Миза. После того как Уайатты сбежали, провел Чоукслэм Мизу и ушёл.

#### The Authority (2013—2015)

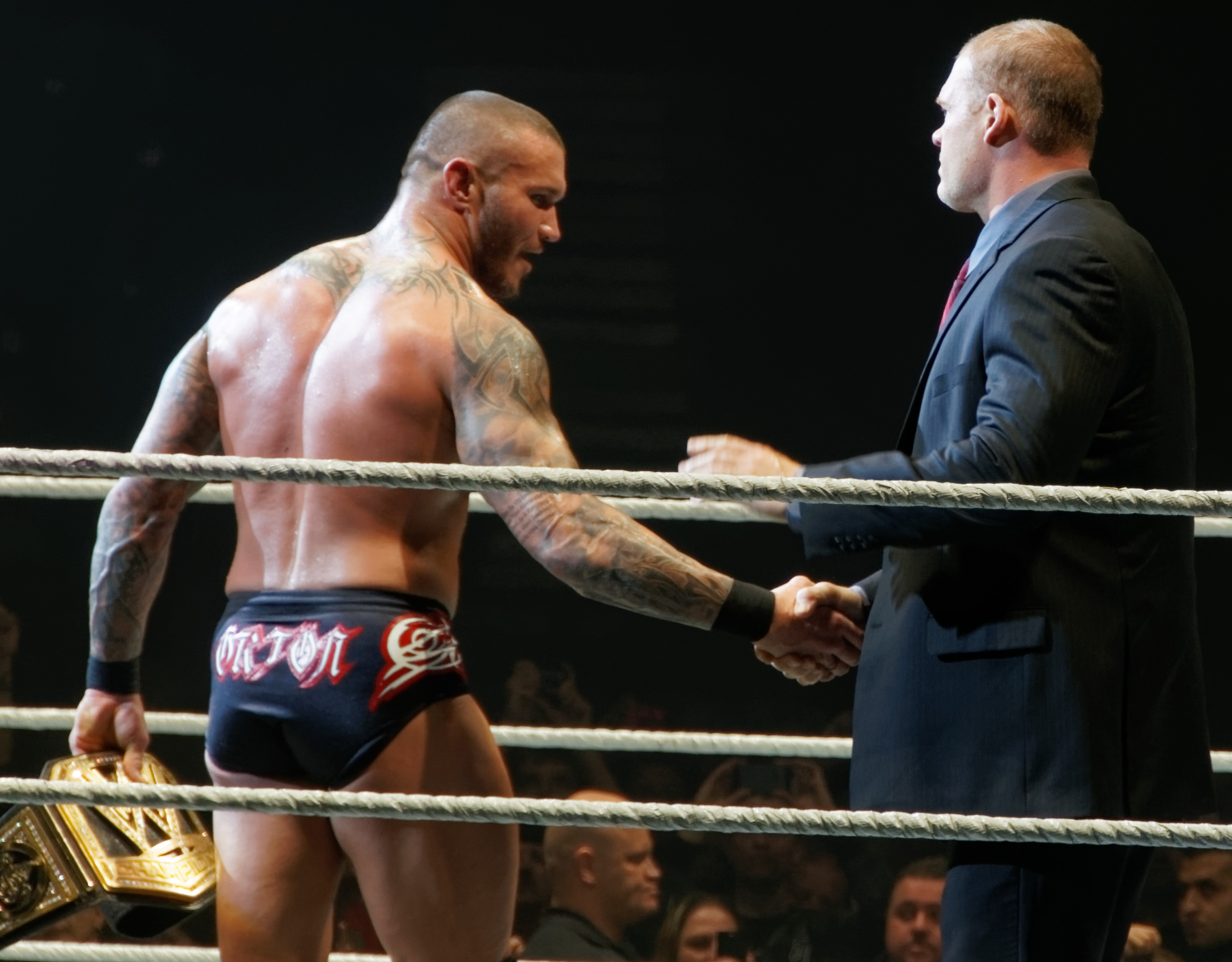
Кейн в составе The Authority в ноябре 2013 года.

На следующем RAW после матча с Мизом, который он выиграл, позвал Стефани МакМэн. Сказал что она та, кто управляет судьбами и отдал ей свою маску. На следующем выпуске Monday Night RAW вышел в деловом костюме и помог Щиту и Ренди Ортону избить Биг шоу, тем самым, совершив хилл-терн. На той же неделе в среду на шоу WWE Main Event Triple H в интервью Майклу Коулу заявил, что Кейн назначен директором операций и вошёл в «The Authority». На PPV Королевская битва (2014) именно Кейн поставил СМ Панка в Королевской битве под № 1. На самой битве Кейн вышел под № 5, и начал предпринимать попытки выкинуть СМ Панка с мата, но неожиданно для всех СМ Панк смог его выкинуть. Вернулся в конце битвы, и смог отвлечь СМ Панка и выкинуть его с битвы, началась драка между ними за рингом, в ходе которой Кейн провёл на Панке Chokeslam на комментаторский стол.
На SmackDown от 14 марта Кейн попросил Щит (Дин Эмброус, Роман Рейнс и Сет Роллинс) стоять около ринга во время его матча против Биг Шоу, но они отказали ему. Щит всё-таки вышли в рингсайд во время этого матча, однако они помешали Кейну победить. На следующем RAW Псы Справедливости напали на Красного Монстра и провели ему Тройную Пауэрбомбу. 21 марта на SmackDown Кейн напал за рингом на Романа Рейнса, после чего ему на помощь прибежали Изгои Нового Века (Дорожный Пёс и Билли Ганн), а Настоящие Американцы (Джек Сваггер и Антонио Сезаро), Райбек и Кёртис Аксель стали избивать Дина Эмброуса и Сета Роллинса на ринге. На следующем RAW был официально назначен матч на Рестлманию XXX между Щитом и Кейном с Изгоями Нового Века. На Рестлманию XXX Щит победил Кейна с Изгоями Нового Века.
На Raw от 21 апреля Кейн атаковал Чемпиона WWE в тяжелом весе Дэниела Брайана и провел ему три Гробовые плиты: на пол, на стальные ступеньки и на комментаторский стол, в результате чего Брайана унесли на носилках. На Raw от 28 апреля Кейн напал на Брайана и его жену Бри Беллу, вылезши из-под ринга. Кейн провёл Дэниелу коронный Чокслэм, а Бри едва не затянул к себе под ринг. На PPV Extreme Rules Брайан защитил свой титул. На Raw от 2 июня Стефани заявила, что Брайан будет защищать свой титул против Кейна на PPV Money in the Bank в матче с носилками. Если он не сможет принять участие в матче, то титул Чемпиона мира в тяжёлом весе WWE будет разыгран в матче с лестницами. На Raw от 9 июня Стефани и главный операционный директор Игрок объявили, что лишают Брайана титулов. На PPV Money in the Bank Джон Сина победил Рэнди Ортона, Шеймуса, Романа Рейнса, Сезаро, Альберто Дель Рио, Брэя Уайатта и Кейна в лестничном матче за вакантный титул Чемпиона мира в тяжёлом весе WWE и стал новым чемпионом. На Raw от 30 июня Игрок сообщил, что на PPV Battleground Сина будет защищать свой титул в четырёхстороннем поединке против Рейнса, Ортона и Кейна. Он также назначил командный матч на мэйн-ивент того же Raw, где Сина и Рейнс противостояли Ортону и Кейну. В этом поединке победу по дисквалификации одержали Сина и Рейнс. На PPV Battleground Сина успешно сохранил свой титул от Ортона, Кейна и Рейнса.
На Raw от 27 октября главный операционный директор Игрок объявил, что на PPV Survivor Series состоится традиционный командный матч на выбывание между командой Руководства и командой Сины, во главе которой и будет сам Джон Сина. На RAW от 3 ноября в матч были добавлены такие участники: Кейн и Сет Роллинс со стороны Руководства. На Survivor Series (2014) команда Сины победила команду Руководства. На Raw от 24 ноября Дэниел Брайан стал генеральным менеджером и назначил Кейна продавцом еды, после чего Райбек напал на Кейна после того, как тот бросил хот-дог в Райбека. На SmackDown! от 28 ноября Кейн напал на Райбека во время его матча с Сетом Роллинсом. После поединка он атаковал Райбека стулом. Тем же вечером Дэниел Брайан заявил, что на PPV TLC: Tables, Ladders & Chairs Райбек сразится с Кейном в матче со стульями. На TLC 2014 Райбек выиграл у Кейна.
За неделю до Battleground 2015 Брок Леснар травмировал Кейна сломав ему лодыжку железной ступенькой.
На Night of Champions (2015) в роли «Красного демона» вернулся и помешал Шеймусу реализовать кейс Money in the Bank, провел два Чокслэма Роллинсу и Шеймусу, провел Гробовую плиту Роллинсу, тем самым совершив фейс-терн. На следующем Raw он появился в виде Корпоративного Кейна. В самом начапе шоу Сет Роллинс зашёл в кабинет Authority, но увидел Кейна. Сет спросил его, почему он его атаковал на NOC. Но Кейн заявил, что это не он напал на Роллинса.
Чуть позже, на том же RAW, Кейн появился на титантроне после матча-реванша Роллинса и Сины. Кейн передал ему сообщение, после чего на рампе загорелся огонь и Кейн появился из-под ринга. Он затащил Сета Роллинса в «ад», но тот сбежал. На Smackdown он появился в сегменте Роллинса и Кейна. На следующем шоу RAW ему было назначено психиатрическое тестирование, которое он успешно прошёл. Вмешался Сет Роллинс и атаковал Кейна. Роллинс почти сломал ногу Кейну, и когда его уносили в машину скорой, Сет Роллинс произнёс небольшую речь. Как вдруг из скорой помощи выходит Демон Кейн! И он вернулся на ринг, и атаковал Роллинса.
Снова на следующем RAW Кейн был управляющим шоу. К нему зашёл Сет Роллинс и Кейн назначает ему матч против себя. Позже Хантер позвонил Кейну и сказал, что он не должен выходить против Сэта, Кейн сказал, что сам подберёт противника, и положил трубку. К концу шоу на арену вышли дровосеки, а затем Роллинс. И следом за ним Демон Кейн, который почти сразу атаковал его. Кейн победил в том матче. На следующем RAW он не появился, зато был замечен на Smackdown. На Hell in a Cell (2015) он проиграл матч против Роллинса, и корпоративный Кейн был уволен.
Выступил на Survivor Series 2015 в паре с сюжетным братом Гробовщиком под названием «Братья Разрушения», против Семьи Уайатта.
Был матч в команде с Биг Шоу и Райбеком против Семьи Уайатта на Фастлэйне, они выиграли этот бой, но следующей ночью на Ро, Райбек предал своих товарищей и всё завершилось Сестрой Абигеил на Кейне.
Появился на Ро 22 Марта и помог Биг Шоу отбиться от Социальных Изгоев, Шоу поблагодарил Монстра, но за свою доброту отхватил Чок Слэм. Позже было объявлено что Кейн добавлен в Баттл Роял в честь Андре Гиганта.

#### Новая Эра (2016 — н.в)
После Драфта 2016 был отправлен на SmackDown. На Backlash 2016 был назначен бой Рэнди Ортона против Брея Уайатта. Однако Уайатт напал на Ортона ещё в раздевалке и повредил ему ногу. Поэтому вместо Ортона на матч с Уайаттом вышел Кейн. Сам Рэнди смог вмешаться бой и провести Уайатту RKO, что способствовало победе Кейна.
На Survivor Series 2016 Кейн, продолжая фьюд с Семейством Уайаттов одолел Люка Харпера.
В 2017 году Джейкобс объявил о своем намерении баллотироваться на пост мэра округа Нокс, Теннесси.
16 октября 2017 на Raw перед TLC Кейн совершил возвращение в WWE с новой музыкальной темой и помог выиграть Брону Строумэну в Steel Cage матче против Романа Рейнса, тем самым став участником гандикап матча 3 на 5, против Сета Роллинса, Дина Эмброуза и Курта Энгла на TLC. Во время матча неожиданно атаковал своего командного партнёра Брауна Строумана и вместе с Мизом, Сезаро и Шеймусом погрузил его в мусоровоз, который вывез монстра с арены. Вместе с последними потерпел поражение в данном матче.
26 июня 2018 вернулся в WWE на бренд SmackDown, где помог Дэниелу Брайану после боя с Харпером и вмешательства Роуэна, возрождая команду Hell No. На Extreme Rules 2018 команда Hell No проиграла братьям Bludgeon в командном матче чемпионства SmackDown после того, как Кейн был атакован его противниками за кулисами.
Кейн вернулся 1 октября в эпизоде Raw и воссоединился с Гробовщиком, чтобы противостоять Triple H и Шону Майклзу. На Super Show-Down в Австралии, Гробовщик был побежден Triple H после вмешательства Майклза. После матча Кейн и Гробовщик атаковали Майклза и Triple H, тем самым возрождая команды «Братья разрушения» и «D-Generation X». На Crown Jewel от 2 ноября, несмотря на доминирование в большей части матча, Братья разрушения проиграли DX.

## Политическая карьера
В мае 2016 года Джейкобс заявил, что серьёзно рассматривает выдвижение своей кандидатуры на выборы мэра округа Нокс в 2018 году от республиканской партии. В марте 2017 года он официально выдвинул свою кандидатуру, и уже 1 мая он выиграл праймериз от республиканской партии. 2 августа 2018 года Джейкобс победил на выборах и стал мэром округа Нокс, пост которого он занял с 1 сентября. В марте 2021 года Джейкобс объявил, что будет добиваться переизбрания на пост мэра округа Нокс на второй срок и победил соперницу от демократов Дебби Хелсли на всеобщих выборах, которые состоялись 5 августа 2022 года.

## В рестлинге
- Завершающий приёмы
  - Как Кейн
    - Чоукслэм — 1997-наст. время[32]
    - Tombstone Piledriver («Гробовая плита») — 1997-наст. время[32]

  - Как Айзек Янкем
    - DDS (DDT)[18]
- Коронные приёмы
  - Backbreaker[33]
  - Big boot[32]
  - Clawhold[34] — 2011—2012
  - Diving Plancha
  - Elbow Drop
  - Enzuguri
  - Forward Falling powerbomb[32]
  - Hanging Reverse Chinlock
  - Leg Drop
  - Различные вариации приёма clothesline
    - Corner[35]
    - Diving[32]
    - Short arm[36]

  - Различные вариации приёма powerslam
    - Running front[37]
    - Scoop[38]
    - Tilt-A-Whirl

  - Различные вариации приёма Gorila Press
    - Drop
    - Toss
    - Slam

  - Различные вариации приёма Suplex
    - Belly To Back
    - Double Vertical
    - Reverse
    - Vertical

  - Scoop Slam
  - Sidewalk slam[32]
  - Swinging Neckbreaker
  - Rope Stunner
  - Release Flapjack
  - Running dropkick[35] or a snapmare[39]
  - Running DDT
  - Throat thrust[32]
  - Two-Hanted Chokeslam

### Музыкальные темы
- «Root Canal» (как Айзек Янкем, D.D.S.; 1995—1996)
- "«Diesel Blues» от Jim Johnston (1996—1997))
- "«Burned» от Jim Johnston (5 октября 1997 — 12 июня 2000)
- «Out of the Fire» от Jim Johnston (19 июня 2000 — 17 марта 2002)
- «Slow Chemical» от Finger Eleven (August 26, 2002 — August 11, 2008)
- «Man On Fire» от Jim Johnston (18 августа 2008 — 22 июля 2011)
- «Veil of Fire» от Jim Johnston (12 декабря 2011 — 16 октября 2017)
- «Veil of Fire (Rise Up Remix)» от CFO$[англ.] (16 октября 2017 — наст. время)

### Прозвища
- Большая красная машина («The Big Red Machine»)
- Большой красный монстр («The Big Red Monster»)
- Семифутовый монстр («The Seven-foot Monster»)
- Любимый демон дьявола («The Devil’s Favourite Demon»)
- Корпоративный Кейн («The Corporate Kane»)

## Титулы и достижения
- Pro Wrestling Illustrated
  - 1999 Команда года с Икс-Паком

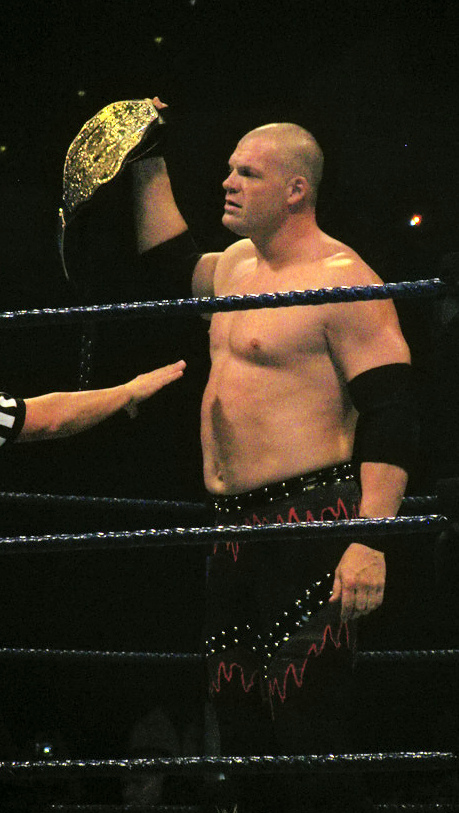
Кейн с титулом чемпиона мира в тяжёлом весе.

  - PWI ставит его под № 4 в списке 500 лучших рестлеров 2011 года
  - PWI ставит его под № 186 в списке 500 лучших рестлеров за всю историю в 2003 году
- World Wrestling Entertainment/Federation
  - Чемпион ECW в тяжелом весе (1 раз)
  - Чемпион WWF (1 раз)
  - Чемпион мира в тяжёлом весе (1 раз)
  - 2-кратный Интерконтинентальный Чемпион WWF(WWE)
  - 9-кратный Командный чемпион мира — с Мэнкайндом (2 раза), Циником (2 раза), Гробовщиком (2 раза), Ураганом (1 раз), Робом Ван Дамом (1 раз) и Биг Шоу (1 раз)
  - Чемпион WWE «24/7» (1 раз)
  - 2-кратный Командный чемпион WWE — с Биг Шоу (1 раз) и Дэниелом Брайаном (1 раз)
  - Хардкорный Чемпион
  - Командный чемпион WCW — с Гробовщиком
  - Восьмой Чемпион Тройной Короны
  - Третий Grand Slam Championship
  - Mr. Money In The Bank 2010
- Wrestling Observer Newsletter
  - 1997 Костюм года
  - 2001 Худший матч года с Гробовщиком против KroniK
  - 2007 Худший фьюд года против Big Daddy V
  - 2008 Худший фьюд года против Рея Мистерио
  - 2009 Худший фьюд года против Бугимена
  - Самый переоцененный (2010, 2014)
- Smoky Mountain Wrestling
  - Командный Чемпион SMW — с Элом Сноу
- United States Wrestling Association 
  - Южный Чемпион USWA в Тяжёлом Весе

## Фильмография
- Не вижу зла (2006)
- Тайны Смолвилля (2007)
- Супер Макгрубер (2010)
- Не вижу зла 2 (2014)
- Обратный отсчёт (2016)